# フリーダム級沿海域戦闘艦
フリーダム級沿海域戦闘艦（英語: Freedom-class littoral combat ship）は、アメリカ海軍の沿海域戦闘艦（LCS）の艦級。アメリカ海軍の関連団体であるアメリカ海軍協会（USNI）では哨戒艦、ジェーン海軍年鑑ではフリゲートとして種別している。

## 来歴
沿海域戦闘艦のコンセプトは、1998年、当時海軍大学校（NAVWARCOL）の校長であったアーサー・セブロウスキー提督が提唱したストリート・ファイター・コンセプトに由来する。これは、同提督が提唱し、アメリカ海軍の新たな指導原理として採用されたネットワーク中心戦 (NCW)の概念に基づき、アメリカ海軍が採るべき方針について洞察するなかで見出されたもので、従来のハイ-ロー-ミックスの概念に起源を有しつつも、これを根本から覆している、きわめて大胆なコンセプトであった。スプルーアンス級駆逐艦とオリバー・ハザード・ペリー級ミサイルフリゲートに見られるような従来のハイ-ロー-ミックス・コンセプトにおいては、高戦闘力・高コストのユニットが前線に配置され、低戦闘力・低コストのユニットは後方など脅威レベルの低い区域に配置される。これに対し、ストリート・ファイター・コンセプトで建造される艦は、低コストではあるが、NCWを活用して強力な戦闘力の発揮を導き、かつ、その名のとおりに沿海域の前線で攻撃的に活用されるのである。
当時、アメリカ海軍は既に、新世代の水上戦闘艦のあるべき姿としてSC-21コンセプトを採択し、これに基づいて巡洋艦級のCG-21、駆逐艦級の DD-21の整備計画を策定中であったが、SC-21計画は2001年に突如中止され、ストリート・ファイター・コンセプトを導入しての再計画が行なわれた。これは、下記の2点について、従来のSC-21計画には重大な問題が内包されていることが判明したことによるものである。
1. 多様化する任務に単一の設計で対処するには限界がある（当該任務に不要な兵器群を全て船に携行すると費用も整備要員も膨張する）。CG-21とDD-21は同一の設計に基づくこととなっていたが、計画開始後に次々と追加される任務に対応するため、先行して計画されたDD-21は既に巡洋艦級と評されるまでに肥大化しており、なおも装備不足が指摘されており、その一方で肥大化によって沿海域での戦闘には不適となりつつあった。
2. 2000年に発生した米艦コール襲撃事件で確認されたとおり、沿海域戦闘においては、安価な武器でも、高価格・高性能な艦に近寄り、大きな損害を与えうる (Cheap Killの危険性)。従って、少数の高価格・高性能な艦に頼り、これを不用意に前線に展開することは極めて危険である。自爆ボートなどの民間擬装船は、優れたレーダーを持つ大型艦にも接近攻撃が可能で（魚雷艇の魚雷に対するジャミングもリアクションタイムが必要な事もあり）、回避力に優れた高速小型艦を量産して前方展開することが望ましい。

また冷戦終結後より、アメリカ軍は戦争以外の軍事作戦（MOOTW）のニーズ増大に直面していた。麻薬戦争では、密輸阻止を目的とした海上治安活動が行われていたが、沿岸警備隊だけでは戦力が不足しており、アメリカ海軍も支援にあたっていた。海軍は、主としてオリバー・ハザード・ペリー級、スプルーアンス級、アーレイ・バーク級を充当していたが、スプルーアンス級およびアーレイ・バーク級では重厚長大に過ぎ、一方で小型のオリバー・ハザード・ペリー級では、密輸業者が使用する高速船を追蹤するには速力不足であった。また、スプルーアンス級は2000年頃、オリバー・ハザード・ペリー級も2010年頃の退役が見込まれていたことから、代替艦の建造が必要になっていた。
このことから、SC-21計画中止後の再編成において、ミサイル巡洋艦『CG(X)』、ミサイル駆逐艦『DD(X)』との組み合わせのもと、MOOTW任務に適合する新型水上艦として、ストリート・ファイター・コンセプトをより具体化して計画されたのが、沿海域戦闘艦LCSである。

## 設計
本級は、LCS計画に対してロッキード・マーティン社が提出した設計にもとづいて建造されている。なお主契約者であるロッキード・マーティン社はリード・システム・インテグレータとして開発を統括しており、その下に、船体基本設計を担当するギブス&コックス社やフィンカンティエリ社、ロールス・ロイス社など、様々な企業が分担する形で開発作業が進められた。

### 船体
設計は半滑走船型の単胴船型（セミプレーニング・モノハル）であり、フィンカンティエリ社が建造した高速船「デストリエーロ」やMDV-3000型高速フェリーなどで開発された技術が導入されている。主船体は鋼として抗堪性に配慮する一方、軽量化のため、上部構造物にはアルミニウム合金が多用されている。
極めて優れた運動特性を有しており、全速航行時でも8船長以下で360度旋回が可能であり、30ノット・満載状態では、3船長で180度回頭できる。また浅吃水をいかして、浅海域への進出能力が優れているほか、入港可能な港湾数も増加しており、従来のミサイル駆逐艦が全世界で362港であったのに対し、本級では2,500港以上となっている。当初は、他の艦と同様に灰色の低視認塗装を用いていたが、沿海域での活動を想定していることから、ネームシップは2013年2月より新しい迷彩塗装に変更されている。

### 機関
主機関にはCODAG方式を採用しており、巡航機としてはSEMT ピルスティク16PA6B STCディーゼルエンジン（単機出力8,700馬力; フェアバンクス・モースによるライセンス生産機）、加速機としてはロールス・ロイス マリン トレントMT30ガスタービンエンジン（単機出力48,275馬力）が搭載される。推進器としてはロールス・ロイス社製のカメワ153SIIウォータージェット推進器が採用された。静止状態から最大戦速まで2分以下、30ノットから停止までの距離は3船長以下である。また3番艦以降では、ロールス・ロイスの軸流型ウォータージェット推進器に変更された。
ただし、米海軍初のロールス・ロイス社製ガスタービンで、しかも新開発の大出力エンジンであるマリントレントMT30ガスタービンエンジンを採用したこともあって、機関部のトラブルが散見されており、2010年9月12日には1番艦でマリントレントMT30のタービン翼飛散事故、2015年12月には3番艦、また2016年1月には2番艦で減速機の故障が生じた。この減速機の問題は深刻で、後述の初期建造艦の早期退役の一因となった。

## 装備
本艦は、自衛用の最低限の装備を基本として、これに加えて、任務に対応するための各種装備を柔軟に搭載することを計画している。これらの装備は、艦のC4ISRシステムを中核として連接され、システム艦として構築される。

### 固定装備
アメリカ軍の新しい戦闘指導原理であるネットワーク中心戦 (NCW)コンセプトに準拠して開発された本艦にとって、最重要の装備といえるのがC4ISRシステムである。戦術情報処理装置としては新開発のCOMBATSS-21が搭載された。これは、艦隊で運用されてきたイージスシステム（AWS）、AN/SQQ-89統合対潜戦システムと共通の技術を用いて開発されたオープンアーキテクチャ化システムである。
主センサーとしては、比較的簡素なAN/SPS-75（TRS-3D）3次元レーダーが搭載された。ただし必要に応じて、AN/SPY-1Kのような多機能レーダーに換装できる余地が確保されている。また9番艦以降は同じメーカーのAN/SPS-80（TRS-4Dの回転式モデル）が採用され、米海軍の艦載レーダーとして初のアクティブ・フェーズドアレイ・アンテナの採用例となった。

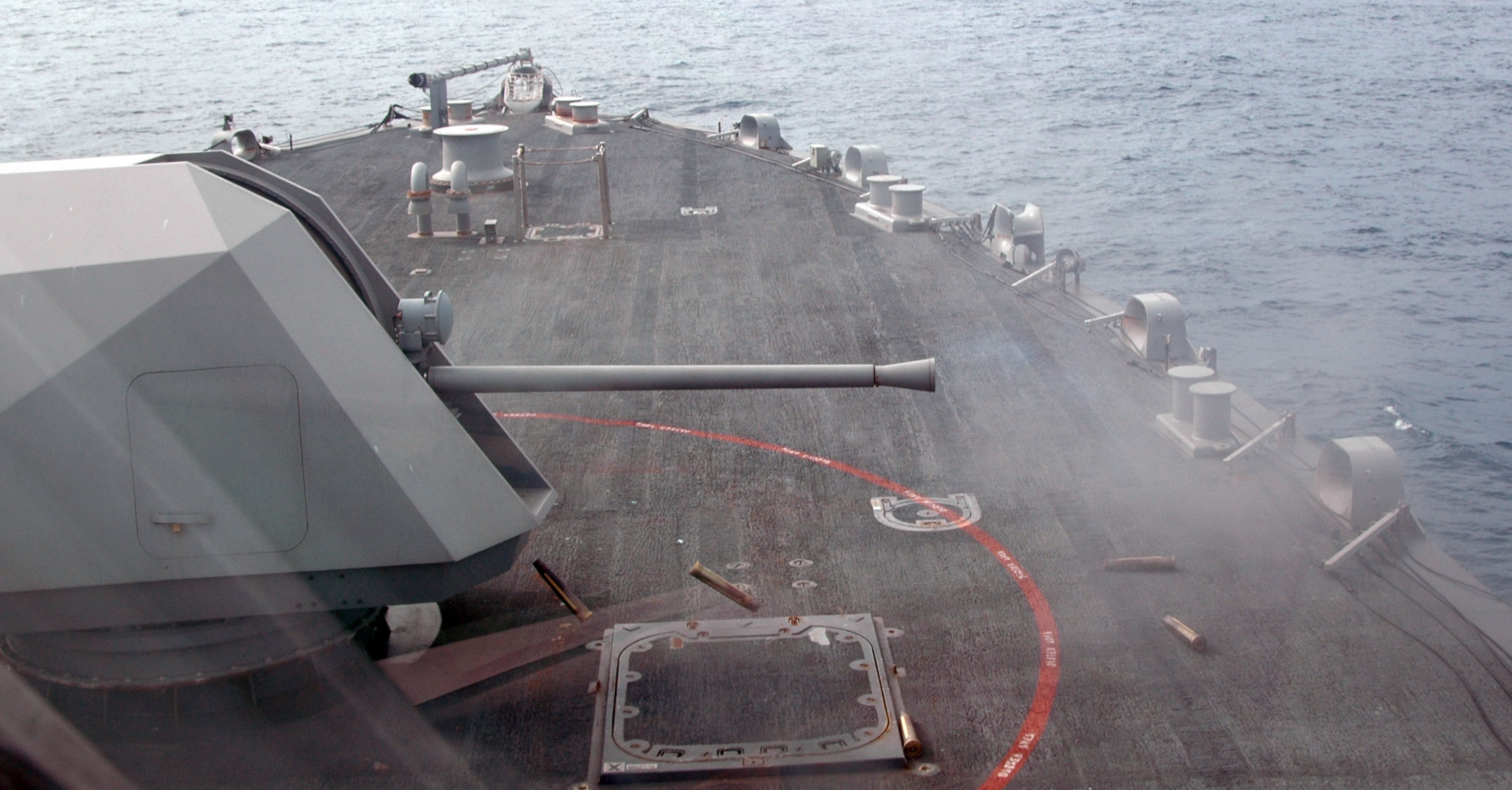
Mk.110 57ミリ単装速射砲

艦砲としては、艦首甲板にユナイテッド・ディフェンス社のMk.110 57ミリ単装速射砲を装備する。砲射撃指揮装置（GFCS）としては、電子光学式のFABA社製ドルナを用いている。また近接防空ミサイル・システムとして、後部上部構造物上にRIM-116 RAMの21連装発射機を搭載したが、9番艦以降は11連装のSea RAMに変更された。

### ミッション・パッケージ
沿海域戦闘艦のコンセプトにもとづき、本級は装備のモジュール化を進めている。ミッション・モジュールはインディペンデンス級と共用化されており、これを収容するスペースとして、第2甲板の後半部に面積6,500 sq ft (600 m2)に及ぶミッション・ベイが設けられている。
ミッション・モジュールとしては、当初は対水上戦・対潜戦・対機雷戦の3種類が開発されていたが、いずれも開発が難航した。特に対潜戦パッケージは、開発当初は沿海域での通常動力型潜水艦の探知に用いることを想定していたのに対し、戦略環境の変化に伴って外洋域での原子力潜水艦の探知に用いるように方針が転換されたこともあって、最も深刻な問題に直面し、結局、2022年に開発中止となった。
2024年にはミッション・パッケージを積み替えるというコンセプトそのものが断念され、本級は対水上戦パッケージ、フリーダム級は対機雷戦パッケージを搭載することになった。対水上戦パッケージでは、対艦兵器としてロングボウ・ヘルファイア対舟艇ミサイル24発とMk.46 30ミリ単装機銃2基、またヴィークルとしてMH-60R哨戒ヘリコプター1機とMQ-8C無人ヘリコプター1機、11メートル型複合艇（RHIB）を搭載する。更に、ヘリコプター甲板にMk.70 PDS（Payload Delivery System）を搭載して、SM-6やトマホークを運用することもできるが、この場合、ヘリコプターの発着艦はできなくなる。
なお航空艤装としては、ヘリコプター甲板は5,200 sq ft (480 m2)、格納庫は5,680 sq ft (528 m2)の床面積を確保しており、MH-60R哨戒ヘリコプターのみであれば2機を搭載できる。航空機の運用はシーステート5まで可能である。

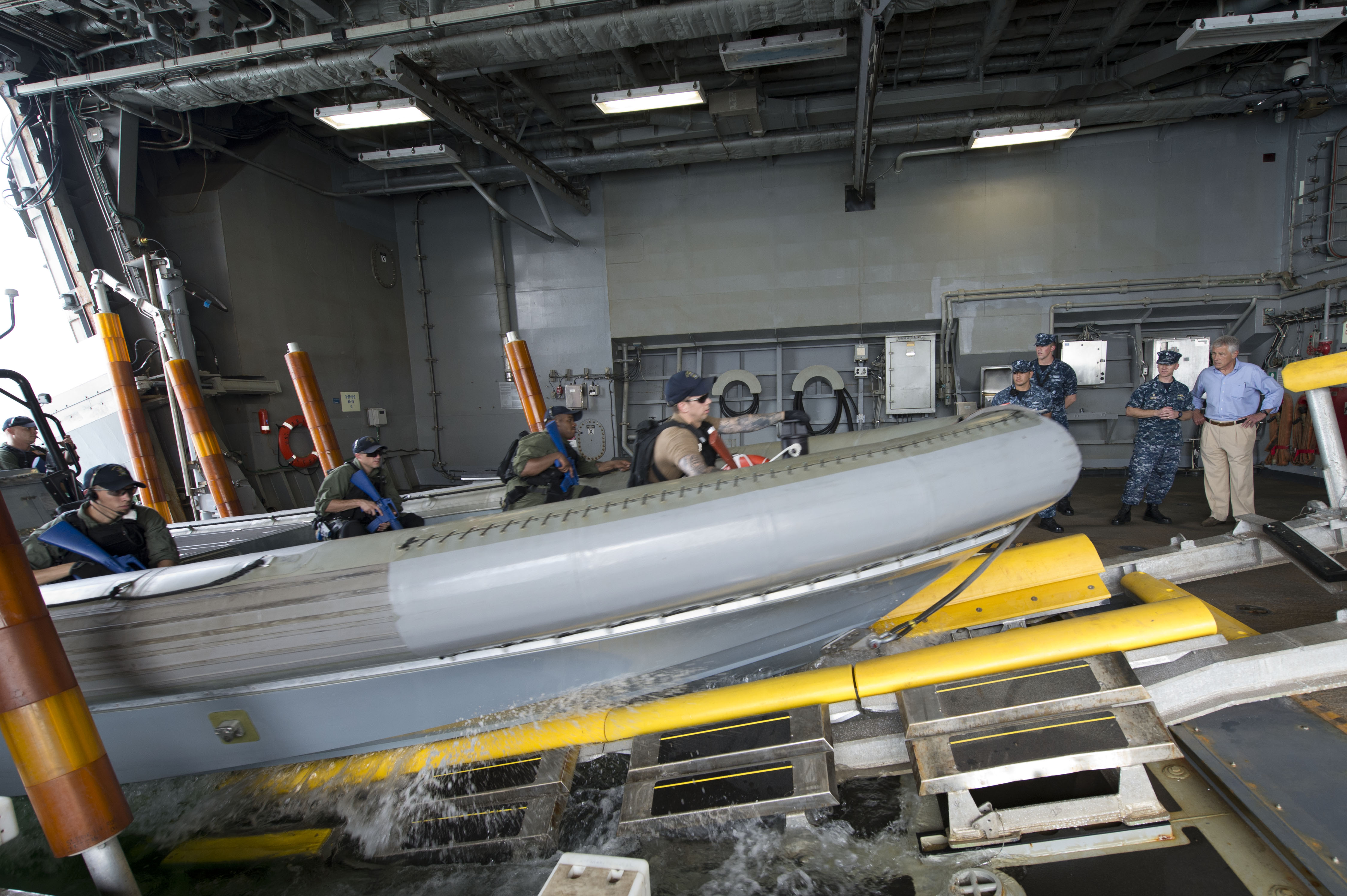
艦
尾ランプから発進する搭載艇

またミッション・ベイは舟艇の運用にも用いられ、艦尾側には艦尾ランプ（スリップ・ウェイ）が設けられており、航走しながらでも搭載艇の発進・揚収が可能である。搭載艇としては、11メートル型複合艇2隻が搭載される。また右舷側にもクレーンを備えたハッチが設けられており、ここは舟艇の運用のほか、ROVなどの着水・揚収にも用いられる。舟艇の発進・揚収はシーステート4まで可能である。

## 同型艦

### 一覧表
| #      | 艦名                                                | 起工            | 進水            | 就役            | 退役           | 母港                              |
| ------ | --------------------------------------------------- | --------------- | --------------- | --------------- | -------------- | --------------------------------- |
| LCS-1  | フリーダム USS Freedom                              | 2005年 6月2日   | 2006年 9月23日  | 2008年 11月8日  | 2021年 9月29日 | －                                |
| LCS-3  | フォートワース USS Fort Worth                       | 2009年 7月11日  | 2010年 12月7日  | 2012年 9月22日  | －             | フロリダ州 メイポート海軍補給基地 |
| LCS-5  | ミルウォーキー USS Milwaukee                        | 2011年 10月27日 | 2013年 12月18日 | 2015年 11月21日 | 2023年 9月8日  | －                                |
| LCS-7  | デトロイト USS Detroit                              | 2012年 11月8日  | 2014年 10月18日 | 2016年 10月22日 | 2023年 9月29日 | －                                |
| LCS-9  | リトルロック USS Little Rock                        | 2013年 6月27日  | 2015年 7月18日  | 2017年 12月16日 | 2023年 9月29日 | －                                |
| LCS-11 | スーシティ USS Sioux City                           | 2014年 2月19日  | 2016年 1月30日  | 2018年 8月22日  | 2023年 8月14日 | －                                |
| LCS-13 | ウィチタ USS Wichita                                | 2015年 2月9日   | 2016年 9月17日  | 2019年 1月12日  | －             | フロリダ州 メイポート海軍補給基地 |
| LCS-15 | ビリングス USS Billings                             | 2015年 11月2日  | 2017年 7月1日   | 2019年 8月3日   | －             | フロリダ州 メイポート海軍補給基地 |
| LCS-17 | インディアナポリス USS Indianapolis                 | 2016年 7月18日  | 2018年 4月18日  | 2019年 10月26日 | －             | フロリダ州 メイポート海軍補給基地 |
| LCS-19 | セントルイス USS St. Louis                          | 2017年 5月17日  | 2018年 12月15日 | 2020年 8月8日   | －             | フロリダ州 メイポート海軍補給基地 |
| LCS-21 | ミネアポリス・セントポール USS Minneapolis/St. Paul | 2018年 2月22日  | 2019年 6月15日  | 2022年 5月21日  | －             | フロリダ州 メイポート海軍補給基地 |
| LCS-23 | クーパーズタウン USS Cooperstown                    | 2018年 8月14日  | 2020年 1月19日  | 2023年 5月6日   | －             | フロリダ州 メイポート海軍補給基地 |
| LCS-25 | マリネット USS Marinette                            | 2019年 3月27日  | 2020年 10月31日 | 2023年 9月16日  | －             | フロリダ州 メイポート海軍補給基地 |
| LCS-27 | ナンタケット USS Nantucket                          | 2019年 10月9日  | 2021年 8月7日   | 2024年 11月16日 | －             |                                   |
| LCS-29 | ベロイト USS Beloit                                 | 2020年 7月22日  | 2022年 5月7日   | 2024年 11月23日 | －             |                                   |
| LCS-31 | クリーブランド USS Cleveland                        | 2021年 6月16日  | 2023年 4月15日  |                 | －             |                                   |

### 運用史
当初は、プロトタイプにあたるフライト0として2隻（LCS-1、LCS-3）の建造が予定され、インディペンデンス級との比較試験の後、勝者が量産型（フライト1）の建造に移行する予定とされていた。しかし2010年11月、計画は変更され、両クラスを並行して整備することとされた。
ただし本級は、量産型であるフライト1ですら、上記の通り減速機の信頼性の不足やASWパッケージの開発失敗などにより、性能面の制約に悩まされていた。このため、2023会計年度で既就役の8隻全艦の運用を終了することとなった。未成艦6隻は新設計の減速機を搭載し、SuWパッケージを搭載した上で、第4艦隊（南方軍）・第5艦隊（中央軍）に配備される予定となった。2024年には、10隻にSuWパッケージを搭載して現役に留める方針が示された。

## 登場作品

### 小説
『米朝開戦』
「フリーダム」が登場。Navy SEALsを乗船させており、北朝鮮へ向かおうとする貨物船の臨検を行う。

### ゲーム
『エースコンバット7 スカイズ・アンノウン』
オーシア国防海軍の所属艦艇として登場。
『Modern Warships』
プレイヤーが操作できるtier1の艦艇として登場。